# Murjani WTA Championships 1982
Murjani WTA Championships 1982 — жіночий тенісний турнір, що проходив на відкритих кортах з ґрунтовим покриттям Amelia Island Plantation на острові Амелія (США) в рамках Туру WTA 1982. Відбувсь утретє і тривав з 19 квітня до 25 квітня 1982 року. Перша сіяна Кріс Еверт-Ллойд здобула титул в одиночному розряді й отримала за це 32 тис. доларів США.

## Фінальна частина

### Одиночний розряд
Кріс Еверт-Ллойд —  Андреа Джегер 6–3, 6–1
- Для Еверт це був 2-й титул в одиночному розряді за рік і 112-й — за кар'єру.

### Парний розряд
Леслі Аллен /  Міма Яушовец —  Барбара Поттер /  Шерон Волш 6–1, 7–5
- Для Аллен це був 2-й титул в парному розряді за сезон і 3-й — за кар'єру. Для Яушовець це був 2-й титул в парному розряді за сезон і 9-й — за кар'єру.